# 谢嵩故居
谢嵩故居，位于中国湖南省邵东市，是原红二十九军军长谢嵩生长的地方，于2011年被列为湖南省文物保护单位。

## 历史沿革
清道光十五年（1835年），谢嵩故居始建，六年后完工，谢嵩在此出生成长。
2011年，谢嵩故居被公布为省级文物保护单位。

## 建筑规制
谢嵩故居总占地面积为5300平方米（东西长51米，南北宽104.6米），现存建筑面积为1520平方米，坐东面西，原有三进九横，今存五横，共33间房。故居为砖木结构，面墙砌青砖，内墙砌土砖，顶覆小青瓦。前厅、内堂及侧房共同围合成四合院。